# Catalina Caper
Catalina Caper is een campy Amerikaanse film uit 1967. De hoofdrol werd vertolkt door Tommy Kirk. Regie was in handen van Lee Sholem.

## Verhaal
Een oude boekrol wordt gestolen uit een museum. Tegelijkertijd arriveert de tiener Don Pringle op Catalina Island. Hij en zijn vrienden krijgen lucht van de diefstal, en onderzoeken de zaak. Ze ontdekken dat de ouders van een van de jongens achter de diefstal zitten. Een van hen is namelijk de Griekse oplichter Lakopolous.

## Rolverdeling
| Acteur           | Personage       |
| ---------------- | --------------- |
| Tommy Kirk       | Don Pringle     |
| Del Moore        | Arthur Duval    |
| Peter Duryea     | Tad Duval       |
| Robert Donner    | Fingers O'Toole |
| Ulla Strömstedt  | Katrina Corelli |
| Jim Begg         | Larry           |
| Sue Casey        | Anne Duval      |
| Lyle Waggoner    | Angelo          |
| Michael Blodgett | Bob Draper      |
| Lee Deane        | Lakopolous      |

## Achtergrond
De film heeft dezelfde stijl als andere strandfilms uit de jaren 60. De helft van de filmtijd gaat op aan scènes waarin tieners in badkleding dansen op een jacht (in een scène begeleid door een serenade van Little Richard).
De film werd bespot in de televisieserie Mystery Science Theater 3000. De MST3K versie werd uitgegeven op dvd.